# ユゴイ
ユゴイ（学名:Kuhlia marginata ）はユゴイ科に属する魚類である。インド太平洋の熱帯・亜熱帯域に広く生息し、日本でも琉球列島の河川でよくみられる。本種は生活史のほとんどを河川の河口から中流域で過ごす汽水・淡水魚であるが、産卵は海で行い、稚魚・幼魚の間は海で過ごす降河回遊を行う。体長は最大でも17 cm程度と小型で、体後方部背側にみられる暗色斑点や、各鰭の黒い縁取り、尾鰭や臀鰭の端にみられる赤い着色などが特徴的である。

## 分類
ユゴイ属 Kuhliaに分類される。
本種は1829年にフランスの博物学者ジョルジュ・キュヴィエによって初記載された。タイプ標本はジャワ島から得られたものであった。この時キュヴィエは本種をDules 属（現在はハタ科）に分類し、Dules marginatus という学名を与えた。その後本種はユゴイ属に移されたため、本種の現在有効な学名はKuhlia marginata となっている。古い文献ではこの学名をトゲナガユゴイK. munda などの他の同属種に誤って適用している例があるため、注意を要する。

## 形態

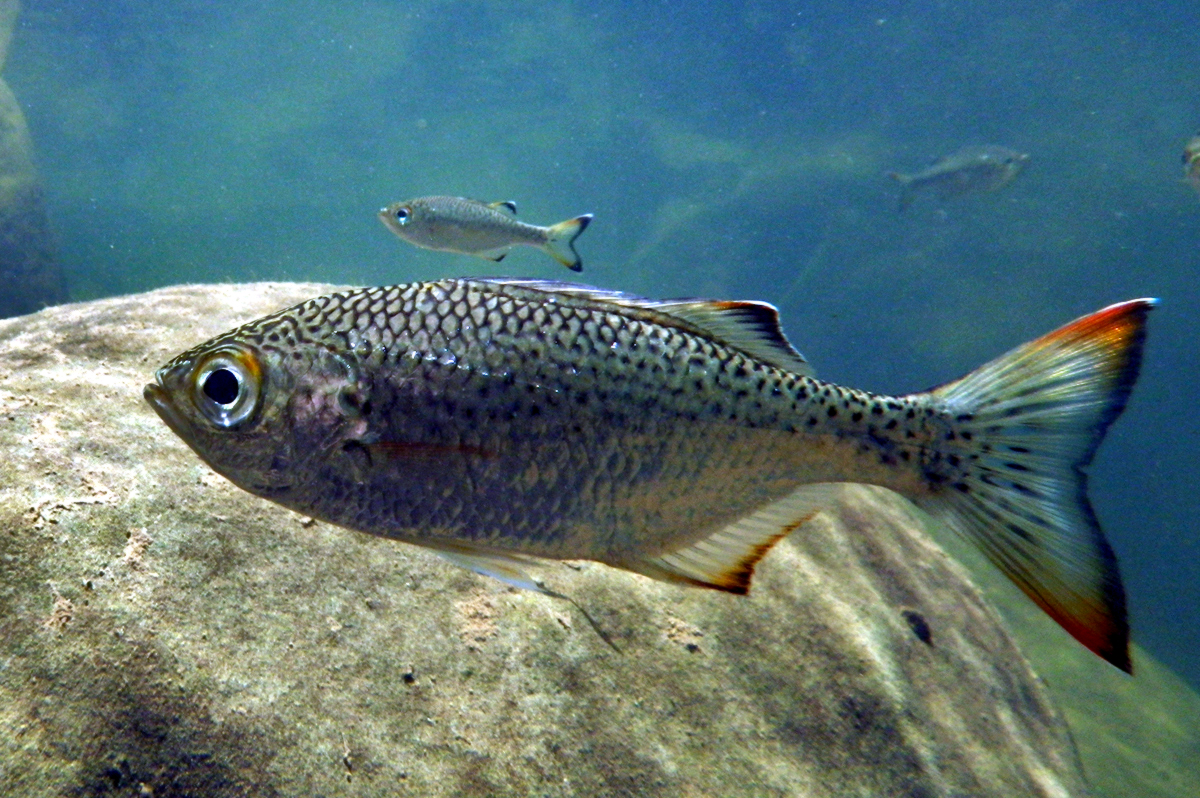
鰭に赤い色がみられるのが特徴的である。

本種はやや体高が高く側扁した体型をもち、体長は最大でも標準体長17.9  cm程度である。口は大きく斜位で開き、眼の前方まで達する。下顎を飛び出すように伸ばすことができる。背鰭は10棘条と10-12軟条、臀鰭は3棘条と11-12軟条をもつ。尾鰭は二叉する。
体色は銀色で、体の後部の背側には暗色斑点が散在する。この斑点は背部を頭部にかけて走る薄い暗色縦帯に合流する。この縦帯の中では鱗を縁取るように暗い色素がみられる。吻と吻端のほとんどは黒色を帯びる。尾鰭は薄い白色で後端は黒色になり、上端と下端では黒色部の幅が広くなる。また、尾鰭の白色部にもシェブロン型の暗色帯や、尾鰭と並行に並ぶ暗色斑点がよくみられる。尾柄には小さな黒色斑点がみられる。背鰭軟条部（後半部）と臀鰭は薄く白色で縁取られ、その少し内側には幅広い黒色域があり、後方にかけて広がっていく。この黒色域は背鰭で特に広い。臀鰭、背鰭と尾鰭の上下端には赤色の着色がみられるのが特徴的である。
なお、本種の体の後部にある黒色斑点については、キュヴィエの原記載では言及がなく、実際にタイプ標本には斑点が存在しない。Randall and Randall (2001) はスラウェシ島からもこのような斑点の存在しない標本を得たことを報告するとともに、斑点のある個体とない個体の間に計数形質などの差はみられないと報告した。同属のオオクチユゴイK. rupestris では、海水域から得られた個体が淡水域から得られた個体よりも銀色の強い体色を示すことが知られている。これをもとに、本種における斑点の有無も生育環境の違いに起因するものである可能性が指摘されている。
本種の外見はオオクチユゴイとよく似るが、オオクチユゴイの尾鰭は成魚では全体が黒く、幼魚では上下一対の黒斑がある。一方本種の尾鰭にそのような特徴はみられず、この点で両種を識別することができる。

## 分布

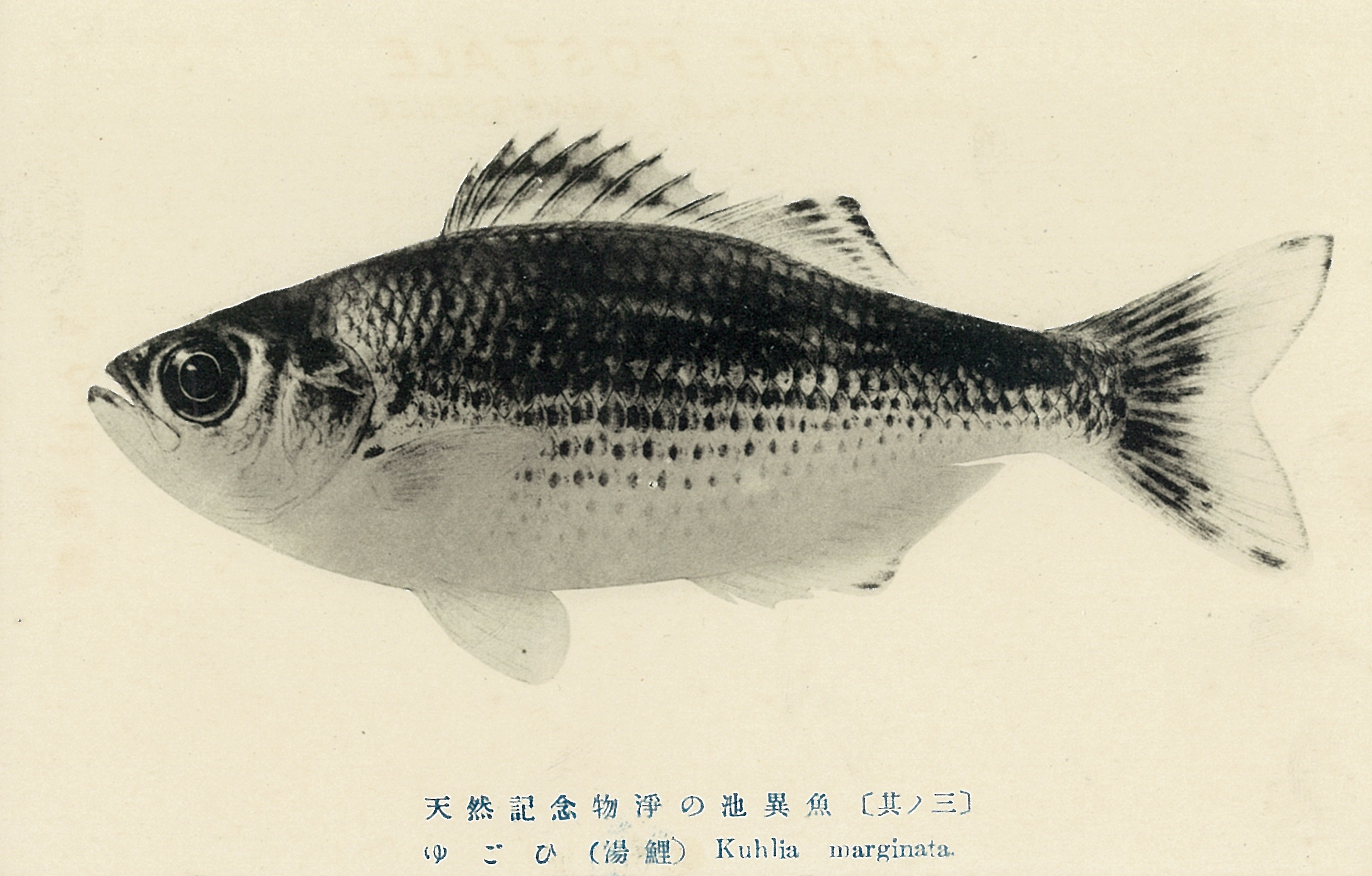
本種の写生図を配した浄ノ池の絵葉書。

本種はインド太平洋の熱帯・亜熱帯地域に広く分布し、生息域は北は日本、南はオーストラリア、東は中央太平洋のカロリン諸島まで広がっている。オーストラリアにおける生息域はクイーンズランド州のケープトリビュレーションからラッセル川まで広がっている。
日本においては南日本を中心に生息し、琉球列島の河川でみられるほか、茨城県から高知県までの太平洋沿岸で散発的にみられる。静岡県伊東市の温泉湧水池、浄ノ池ではかつて本種が生息し、分布域の北限として国の天然記念物にも指定されていた。しかし、その後生息が確認されなくなり、1982年に指定は解除されている（浄ノ池特有魚類生息地#ユゴイも参照のこと）。

## 生態
本種の成魚は主に淡水の河川で生活し、河口から最大で64 km上流の滝壺でも記録がある。本種の成魚は汽水域でもしばしばみられるが、海でみられることは滅多にない。一方で産卵は海で起こり、仔稚魚の間を海で過ごし、成熟にともなって河川へ回遊するという生活史をとる。本種は滝を遡上することはできないため河川の中流から下流域に生息し、特に流れの早い場所を好む。幼魚は標準体長20 mmほどに成長すると河川へ移動する。河川でさらに成長し、標準体長でメスは95.5 mm、オスは83.5 mmほどに達すると性成熟に達して、海へ戻ってそこで産卵する。 耳石を解析した研究からは、海に産卵に向かった成魚のうち、オスの多くはそのまま海で死亡し河川へは戻らないのに対し、メスは2ヶ月から4ヶ月程度を海で過ごしたのち再び河川へ戻っていることが示唆された。
肉食魚で、エビ・カニなどの甲殻類や水生昆虫を捕食する。
オオクチユゴイと混在した小規模な群れを作って泳ぐことがある。

## 人間との関係
商業漁業の対象となることはなく、自家消費のための小規模漁業の対象となることはあるものの、個体数は安定している。